# Монтеросо Калабро
Монтеросо Калабро (итал. Monterosso Calabro) је насеље у Италији у округу Вибо Валенција, региону Калабрија.
Према процени из 2011. у насељу је живело 1617 становника. Насеље се налази на надморској висини од 313 м.

## Становништво
Према резултатима пописа становништва 2011. у општини је живело 1.796 становника.
| 1931. | 1936. | 1951. | 1961. | 1971. | 1981. | 1991. | 2001. | 2011. |
| ----- | ----- | ----- | ----- | ----- | ----- | ----- | ----- | ----- |
| 3.067 | 3.079 | 3.491 | 3.223 | 2.584 | 2.322 | 2.227 | 2.017 | 1.796 |